# 尼子清定
尼子清定（1410年－1488年2月12日）是室町時代至日本戰國時代的武將。出雲守護代、月山富田城城主。父親是尼子持久。
由主君京極持清下賜偏諱「清」字。家系是佐佐木氏的傍流京極氏的分家尼子氏。

## 生平
在應永17年（1410年）出生，家中長男。應仁元年（1467年）期間，繼承父親持久成為出雲守護代。應仁之亂後，守護京極氏的支配力急速衰退，松田氏和三澤氏等國人領主發起反京極氏的行為，於是將其鎮壓，並撃退山名氏的出雲入侵。因為這個功績，被賜予能義郡奉行職和幕府御料所美保關的代官職。於是以此機會加強在出雲東部的勢力，在文明6年（1474年）期間沒有上納公用錢等，被認為是獨立的象徵。在文明10年（1478年）把家督讓予長男經久。

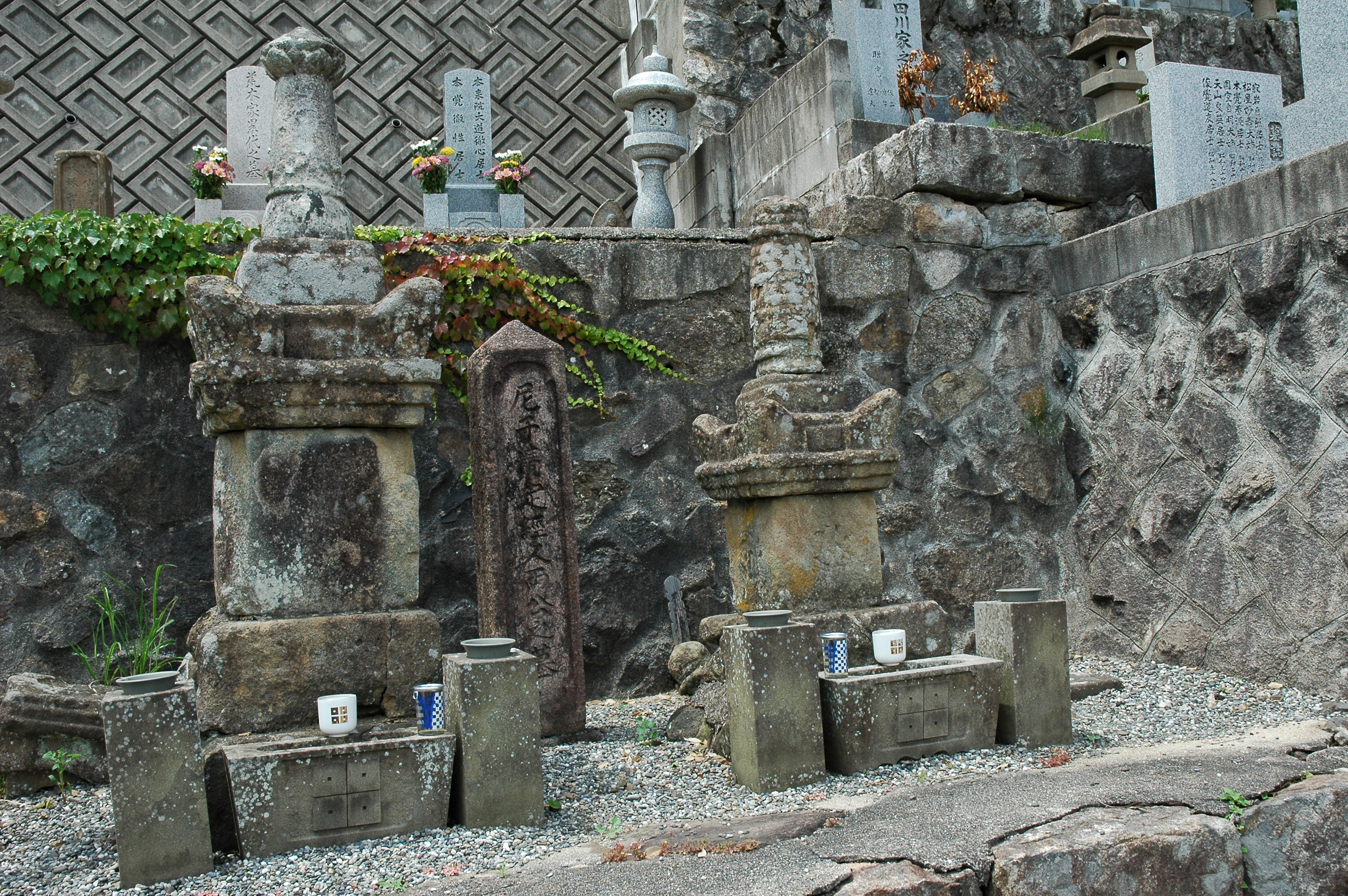
尼子清定（右）經久父子的墓（洞光寺墓地）

在長享元年（1488年）死去。享年78歲。晩年的記錄非常少，在『雲陽軍實記』中記載「成為牢人之身，在漂泊流浪中病死」（牢人の身となり、漂泊流浪のうちに病死す）。